# Lutel James
Lutel Malik James (sinh ngày 2 tháng 6 năm 1972 in Manchester, Anh) là một cựu cầu thủ bóng đá chuyên nghiệp, thi đấu quốc tế cho Saint Kitts và Nevis. Ông thi đấu ở vị trí tiền đạo.
Vào tháng 6 năm 2020 ông được bổ nhiệm làm đồng huấn luyện viên của Goole cùng với Les Nelson.